# Тройніцьке
Трой́ніцьке (каз. Тройницкое) — село у складі Уланського району Східноказахстанської області Казахстану. Входить до складу Каменського сільського округу.
Населення — 167 осіб (2021; 351 у 2009, 470 у 1999, 560 у 1989).
Національний склад станом на 1989 рік:
- росіяни — 51 %
- казахи — 45 %